# Zombrus insularis
Zombrus insularis är en stekelart som först beskrevs av Schulz 1906.  Zombrus insularis ingår i släktet Zombrus och familjen bracksteklar. Inga underarter finns listade i Catalogue of Life.